# Jianggang (köpinghuvudort i Kina, Jiangsu Sheng, lat 32,74, long 120,85)
Jianggang är en köpinghuvudort i Kina. Den ligger i provinsen Jiangsu, i den östra delen av landet, omkring 210 kilometer öster om provinshuvudstaden Nanjing. Antalet invånare är 42 663. Befolkningen består av 21 361 kvinnor och 21 302 män. Barn under 15 år utgör 8,0 %, vuxna 15-64 år 76 %, och äldre över 65 år 15,0 %.
Runt Jianggang är det tätbefolkat, med 819 invånare per kvadratkilometer. Närmaste större samhälle är Sancang, 17,0 km väster om Jianggang. Trakten runt Jianggang består till största delen av jordbruksmark.
Genomsnittlig årsnederbörd är 1 189 millimeter. Den regnigaste månaden är juli, med i genomsnitt 248 mm nederbörd, och den torraste är januari, med 30 mm nederbörd.